# Chrysotus flavisetus
Chrysotus flavisetus är en tvåvingeart som beskrevs av Malloch 1914. Chrysotus flavisetus ingår i släktet Chrysotus och familjen styltflugor. Inga underarter finns listade i Catalogue of Life.